# 矢田前駅

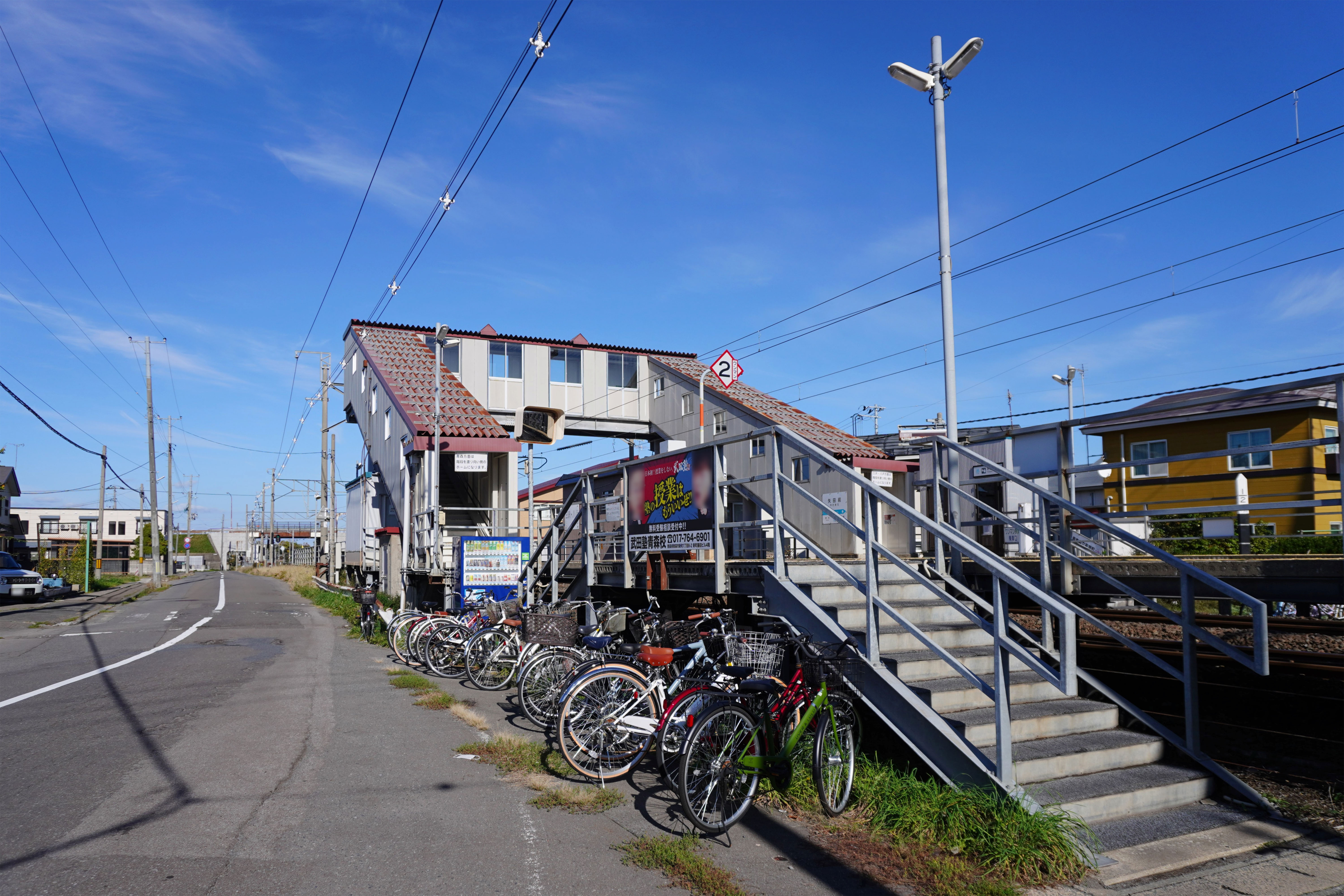
西側出入口（2023年10月）

矢田前駅（やだまええき）は、青森県青森市大字矢田前字本泉（もといずみ）にある、青い森鉄道青い森鉄道線の駅である。

## 歴史
- 1986年（昭和61年）11月1日：国鉄の駅として開業[1]。無人駅[2]。
- 1987年（昭和62年）4月1日：国鉄分割民営化により、東日本旅客鉄道（JR東日本）の駅となる[3]。
- 2000年（平成12年）12月2日：快速「しもきた」が1往復停車するようになる。
- 2002年（平成14年）12月1日：快速「しもきた」が再び全て通過となる。
- 2010年（平成22年）12月4日：東北新幹線全線開業に伴い、青い森鉄道に移管。
- 2017年（平成29年）3月4日：快速「しもきた」（青森発着）が再び停車するようになる。
- 2021年（令和3年）3月13日：快速「しもきた」（青森発着）が廃止。

## 駅構造
相対式ホーム2面2線を有する地上駅である。互いのホームは跨線橋で連絡している。
青森駅管理の無人駅。また、平日は朝ラッシュ時に浅虫温泉駅の係員が配置され、集札や除雪、清掃業務を行っているほか、夕方の青森方面の一部列車は青森駅所属のアテンダントが乗車し、集札を行う。
それぞれのホームに待合室があり、下りホームにタッチパネル式自動券売機がある。

### のりば
| ホーム | 路線          | 方向 | 行先           |
| ------ | ------------- | ---- | -------------- |
| 西側   | ■青い森鉄道線 | 上り | 八戸・目時方面 |
| 東側   | ■青い森鉄道線 | 下り | 青森方面       |

※案内上の番線番号は設定されていない。

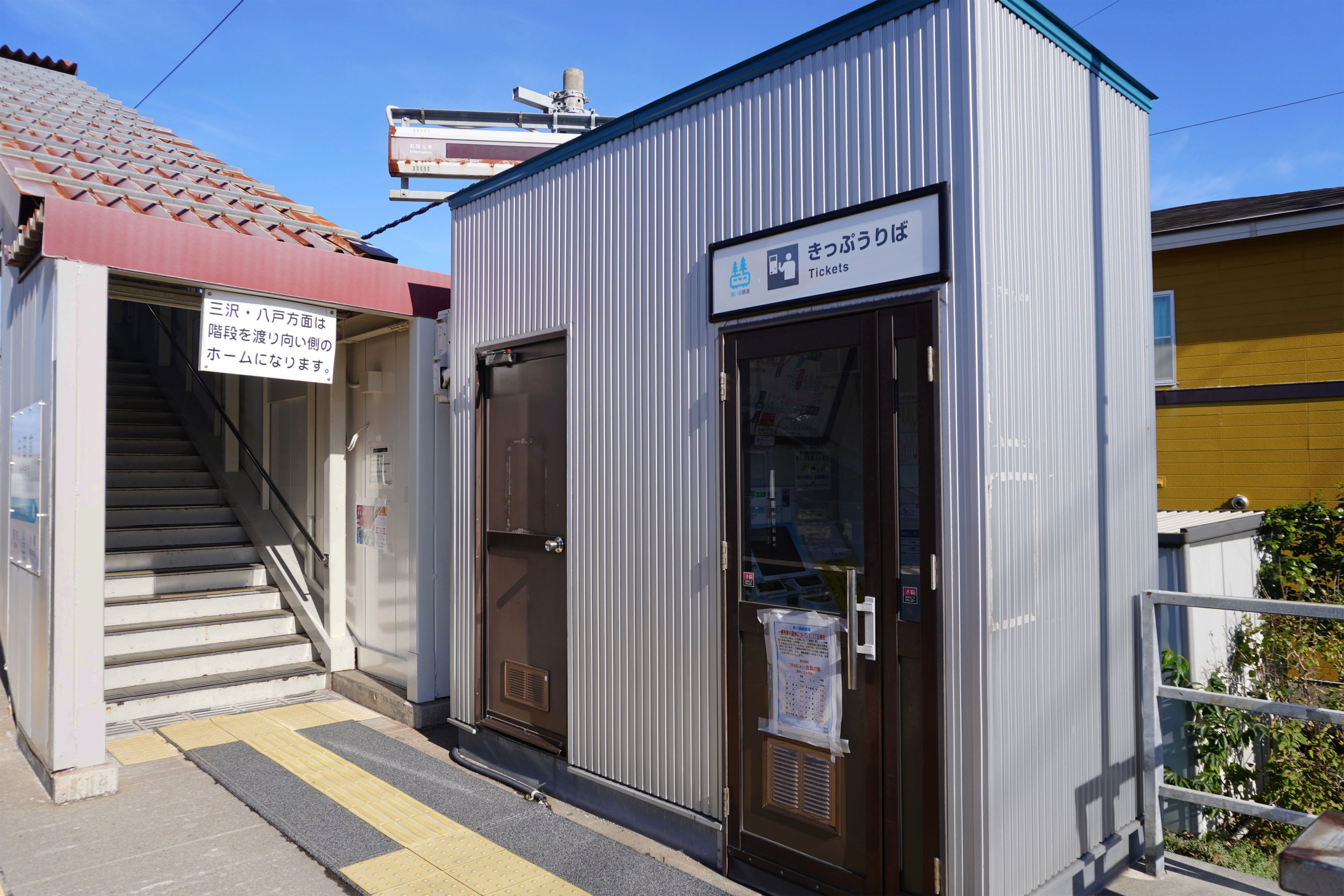
切符売り場（2023年10月）
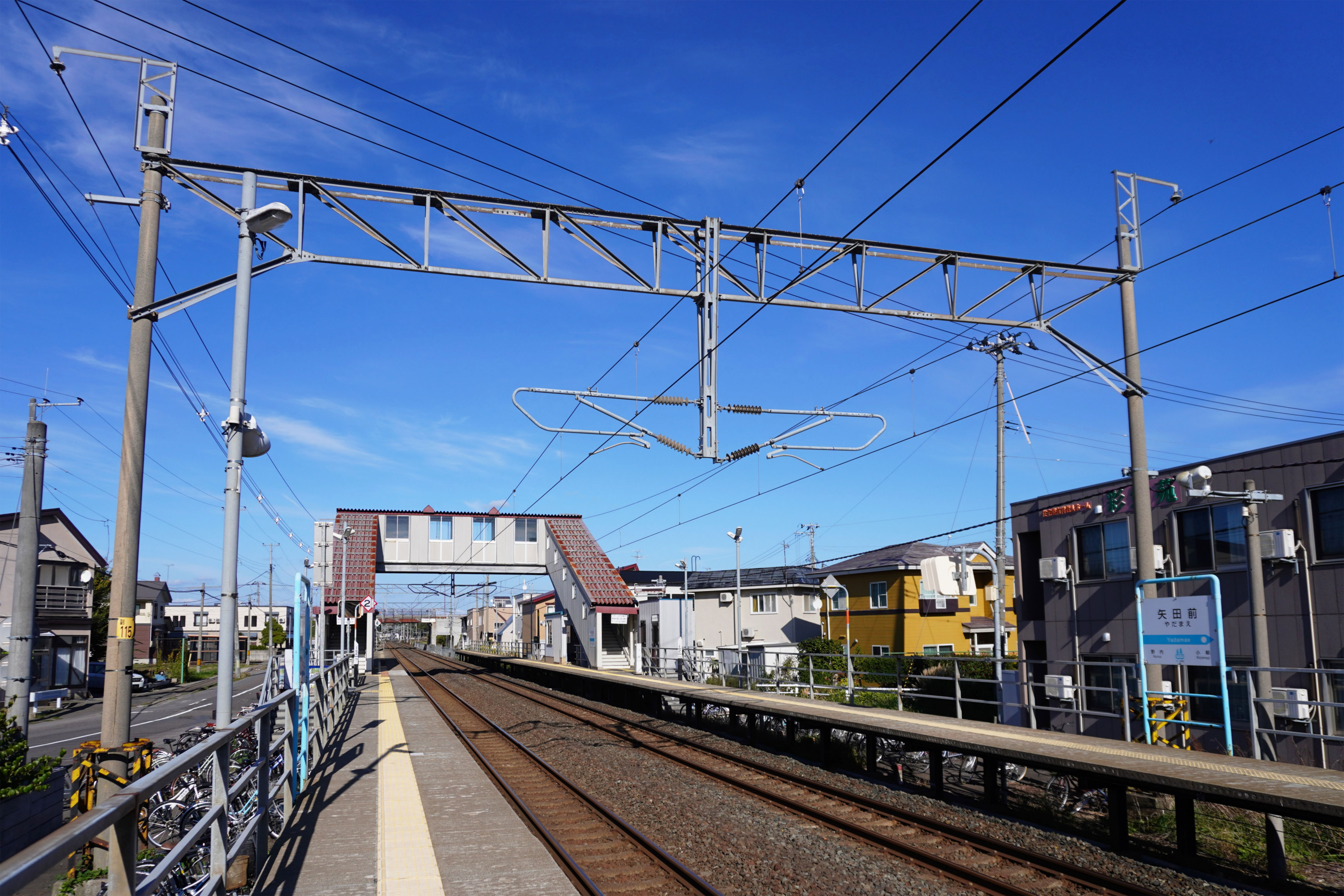
ホーム（2023年10月）

## 利用状況
- 2004年度の乗車人員は1日平均616人である。いずれもJR時代のもの[6]。
- 青い森鉄道 - 2016年度の1日平均乗車人員は、574人である[7]。また、2017年度の1日平均乗降人員は、1,270人[8]であり、指標は違えど前年度より増加したと読み取れる。

| 乗車人員推移 | 乗車人員推移    |
| 年度         | 1日平均乗車人員 |
| ------------ | --------------- |
| 1988         | 599             |
| 1993         | 693             |
| 1998         | 682             |
| 2001         | 638             |
| 2004         | 616             |
| 2005         | 不 明           |
| 2006         | 不 明           |
| 2007         | 不 明           |
| 2008         | 不 明           |
| 2009         | 不 明           |
| 2010         | 不 明           |
| 2011         | 445             |
| 2012         | 478             |
| 2013         | 508             |
| 2014         | 528             |
| 2015         | 544             |
| 2016         | 574             |

## 駅周辺
県立高校の最寄駅とあって、学生の利用者が多い。
西側
- 青森県立青森東高等学校
- 青森市営バス「東高校前」停留所
- 原別郵便局

東側
- 青森県立青森盲学校
- 青森市立原別小学校
- 青森市役所原別支所
- 国道4号青森東バイパス

## バス路線
当駅と弘南バス青森営業所（青森矢田前）は離れている。当駅から最寄の弘南バス停留所は、「東跨線橋」である。

## 隣の駅
青い森鉄道
■青い森鉄道線
野内駅 - 矢田前駅 - 小柳駅